# Валзини (Матера)
Валзини (итал. Valsinni) је насеље у Италији у округу Матера, региону Базиликата.
Према процени из 2011. у насељу је живело 1400 становника. Насеље се налази на надморској висини од 218 м.

## Становништво
| 1931. | 1936. | 1951. | 1961. | 1971. | 1981. | 1991. | 2001. | 2011. |
| ----- | ----- | ----- | ----- | ----- | ----- | ----- | ----- | ----- |
| 1.988 | 2.099 | 2.658 | 2.701 | 2.423 | 2.089 | 1.965 | 1.797 | 1.634 |